# فرار از جهنم (فیلم ۲۰۲۱)
فرار از جهنم (به روسی: Девятаев، رومی: Devyatayev) یک فیلم زندگی‌نامه‌ای، جنگی، زندان و دلهره‌آور روسی به کارگردانی مشترک تیمور بکمامبتوف و سرگئی تروفیمف است که در سال ۲۰۲۱ منتشر شد. در این فیلم تور ریفنشتاین، پاول پریلوچنی، پاول چینارف و داریا زلاتوپلسکایا به ایفای نقش پرداخته‌اند. بر اساس یک داستان واقعی، بخش‌هایی از زندگی‌نامه میخائیل دویاتایف خلبان اتحاد جماهیر شوروی، بر اساس اتفاقات جنگ جهانی دوم را تشکیل می‌دهد که توسط شرکت بازلفس تولید شده است. این فیلم که دارای نبردهای هوایی پویا می‌باشد، و داستان میخائیل دویاتایف را که در نیروی هوایی شوروی ثبت نام کرد تا در جنگ بزرگ میهنی بجنگد. در ژوئیه ۱۹۴۴، هنگامی که در حال پرواز برای جبهه اول اوکراین بود، هواپیمای او سرنگون شد و او توسط ورماخت دستگیر شد. در سخت‌ترین شرایط، دویتایف موفق شد یک طرح فرار از زندان هیتلر به شدت محافظت شده یوزدوم که از زندانیان برای ساخت موشک فاو-۲ استفاده می‌کرد، تهیه و اجرا کند. این فیلم در ۲۹ آوریل ۲۰۲۱ اکران گسترده‌ای داشت.

## داستان
تابستان ۱۹۴۴. نیروهای شوروی در حال حمله هستند، اما دشمن هنوز بسیار قوی است. در نبرد با جنگنده‌های آلمانی، خلبان شوروی، میخائیل دویتایف بر فراز قلمرو دشمن سرنگون و اسیر می‌شود. حالا او باید انتخاب کند: در اردوگاه کار اجباری بمیرد یا به آسمان برگردد - اما در کنار آلمانی‌ها. خلبان گزینه سوم را انتخاب می‌کند - فرار. اما چگونه می‌توان یک هواپیما را از یک پایگاه نظامی تحت حفاظت شدید ربود که در آن نازی‌ها در حال ساخت سلاح‌های تلافی جویانه هستند که می‌تواند در آخرین لحظه مسیر جنگ را تغییر دهد؟ این فیلم بر اساس رویدادهای واقعی است - داستان قهرمان اتحاد جماهیر شوروی میخائیل دویتایف، که تصمیم به فرار جسورانه از اردوگاه کار اجباری آلمان گرفت.

## بازخوردها
در جشنواره بین‌المللی فیلم مسکو، این فیلم مورد تحسین منتقدان قرار گرفت.